# Megan Maxwell
Megan Maxwell, seudónimo de María del Carmen Rodríguez del Álamo Lázaro (Núremberg, 26 de febrero de 1965), es una escritora española de novela romántica y de los subgéneros chick lit y highlander.

## Biografía
María del Carmen es hija de padre estadounidense y madre toledana, originaria del pueblo de Fuensalida. Su padre, quien era militar, estaba destinado en Alemania. Sin embargo, al ser trasladado, abandonó a la familia. Con solo unos meses de vida dejó Alemania con su madre para trasladarse a Madrid, España. Uno de sus libros (Hola, ¿Te acuerdas de mí?) cuenta dos historias paralelas de amor, y una de ellas está basada en el noviazgo de sus padres, aunque modificando algunos datos y parte de la historia.
Trabajó como secretaria en una asesoría jurídica durante varios años, hasta que su hijo enfermó y se dedicó a cuidarlo en casa. Al tener más tiempo comenzó a escribir novelas románticas para sus amigas y su familia. Realizó un curso de literatura online y su profesor es el que publicó su primer libro, bajo el seudónimo de "Megan Maxwell". Una de las novelas se tituló El día que el cielo se caiga. Su última novela es Libre como el viento de su saga de época, Las Guerreras Maxwell.
Megan Maxwell anunció en sus redes sociales que Warner Bros Spain y Versus Entertainment coproducirán la primera adaptación de su saga más famosa, Pídeme lo que quieras. El 29 de diciembre sale un relato corto llamado Alégrame la vista. Su hija, Sandra Miró, ha decidido continuar sus pasos y empezar a escribir. Su primera novela es ¿Qué podemos perder?

## Novelas

### Saga Las Guerreras Maxwell
- Deseo concedido (2010)
- Desde donde se domine la llanura (2012)
- Siempre te encontraré (2014)
- Una flor para otra flor (2017)
- Una prueba de amor (2019)
- Un corazón entre tú y yo (2021)
- Atrévete a retarme (2022)
- Mírame y Bésame (2023)
- Libre como el viento (2024)
- Una herencia salvaje (2025)

### Saga de Pídeme
| Título | Fecha de publicación |
| --- | -------------------- |
| Pídeme lo que quieras | 2012                 |
| Eric Zimmerman llega a España y se siente atraído por Judith, una joven ingeniosa que acepta sus juegos sexuales. A medida que su relación se intensifica, Eric teme que su secreto salga a la luz.                           |                      |
| Pídeme lo que quieras ahora y siempre | 2013                 |
| Tras su despido, Judith se aleja de Eric y se refugia en la casa de su padre, pero él sigue su rastro, deseando reconectarse. Judith impone sus condiciones en la reconciliación.                                             |                      |
| Pídeme lo que quieras o déjame | 2013                 |
| Judith y Eric regresan de su paradisiaca luna de miel, pero los celos y la necesidad de protección de Eric generan conflictos en su relación.                                                                                 |                      |
| Sorpréndeme | 2013                 |
| Björn, un abogado atractivo y reacio al compromiso, se encuentra con Melanie, una madre soltera y piloto del ejército estadounidense. A medida que se conocen, la tensión entre ambos comienza a crecer.                      |                      |
| Pídeme lo que quieras y yo te lo daré | 2015                 |
| A pesar de las discusiones, Eric y Judith siguen enamorados y han formado una familia feliz, pero la adolescencia de su hijo Flyn trae complicaciones.                                                                        |                      |
| Pasa la noche conmigo | 2016                 |
| Dennis, un carismático profesor brasileño que enseña forró, se traslada a Londres para un nuevo trabajo. Su vida se complica cuando conoce a Lola, una española de carácter fuerte que desafía su naturaleza de conquistador. |                      |
| Yo soy Eric Zimmerman, vol. I | 2017                 |
| Eric Zimmerman, un empresario alemán frío y distante, se siente atraído por Judith Flores, una joven que transforma su vida y sus ideas sobre el amor y el placer.                                                            |                      |
| Yo soy Eric Zimmerman, vol. II | 2018                 |
| Después de una boda soñada, la vida de Eric y Judith se normaliza, pero las discusiones y malentendidos se vuelven habituales a pesar de su amor.                                                                             |                      |

### Trilogía de Soy una mamá
- Soy una mamá (2016)
- Soy una mamá divorciada y alocada (2018)
- Soy una mamá divorciada, alocada y de nuevo enamorada (2020)

### Saga Adivina quién soy
- Adivina quién soy (2014)
- Adivina quién soy esta noche (2014)
- Sígueme la corriente (2015)
- Oye, morena, ¿tú qué miras? (2016)

### Serie ¿Y a ti…?
- ¿Y a ti qué te importa? (2012)
- ¿Y a ti qué te pasa? (2018)
- ¿Y a ti qué te pica? (2023)

### Serie Tampoco...
- Tampoco pido tanto (2019)
- ¿A qué estas esperando? (2020)

### Serie Los Acosta
- ¿Y si lo probamos...? (2022)
- Y ahora supera mi beso (2022)

### Libros independientes
- Te lo dije (2009)
- Fue un beso tonto (2010)
- Te esperaré toda mi vida (2011)
- Las ranas también se enamoran (2011)
- Olvidé olvidarte (2012)
- Los príncipes azules también destiñen (2012)
- El kamasutra de Pídeme lo que quieras (2013)
- Casi una novela (2013)
- Ni yo misma lo sé (2013)
- Ni lo sueñes (2013)
- Melocotón loco (2014)
- Te lo dije (2014) (publicada anteriormente en 2009)
- Hola, ¿te acuerdas de mí? (2015)
- El día que el cielo se caiga (2016)
- Cuéntame esta noche (2016)
- Hasta que salga el Sol (2017)
- El proyecto de mi vida (2018)
- Bienvenida al Club (2019)
- ¿Quién eres? (2020)
- Hay momentos que deberían ser eternos (2021)
- Un último baile, mi lady (2021)
- ¿Tú lo harías? (2023)
- Una Navidad muy fun, fun, fun (2024)
- Nuestro largo adiós (2025)

## Infantiles
- El bosque del arcoíris (2016)
- Mi sueño y el de Adrián (2010)

## Relatos
- Diario de una chirli (2009)  (Recopilado "cuéntame esta noche")
- El bosque del arco iris (2011) (Recopilado "cuéntame esta noche")
- Llámame bombón (2013) (Recopilado "cuéntame esta noche")
- Un sueño real (2014) (Recopilado "cuéntame esta noche")
- Ella es tu destino (2015) (Recopilado "cuéntame esta noche")
- Un Café Con Sal (2015) (Recopilado "cuéntame esta noche")
- Alégrame la vista (2020)
- Vaya vaya, cómo has crecido (2021)

## Premios
- Premio Internacional Seseña de Novela Romántica 2010
- Premio Dama Clubromántica.com 2010
- Premio Rosas 2010 de Revista  Romántica's
- Premio Dama Clubromántica.com 2011
- Premio Colmillo de Oro 2011
- Premio Dama Clubromántica.com 2012
- I Premio chick lit España
- Premio Aura 2013
- Premios AELS 2013
- Premio Dama Clubromántica.com 2013
- Premios Rosas 2013 de Revista Romántica´s
- Premio Púrpura 2014
- Premio Corazón 2014
- Premio Letras del Mediterráneo en el apartado de novela romántica 2017
- Premio Inspira Lectura en los Premios Women Inspira de La Razón 2025